# Simon & Schuster
Simon & Schuster, Inc.,es una editorial fundada en la ciudad de Nueva York en 1924 por Richard L. Simon y M. Lincoln ("Max") Schuster. Publica cerca de 2000 títulos anualmente bajo 35 imprentas diferentes.
Anteriormente era un división de Paramount Global hasta que está última la vendió a Kohlberg Kravis Roberts

## Historia

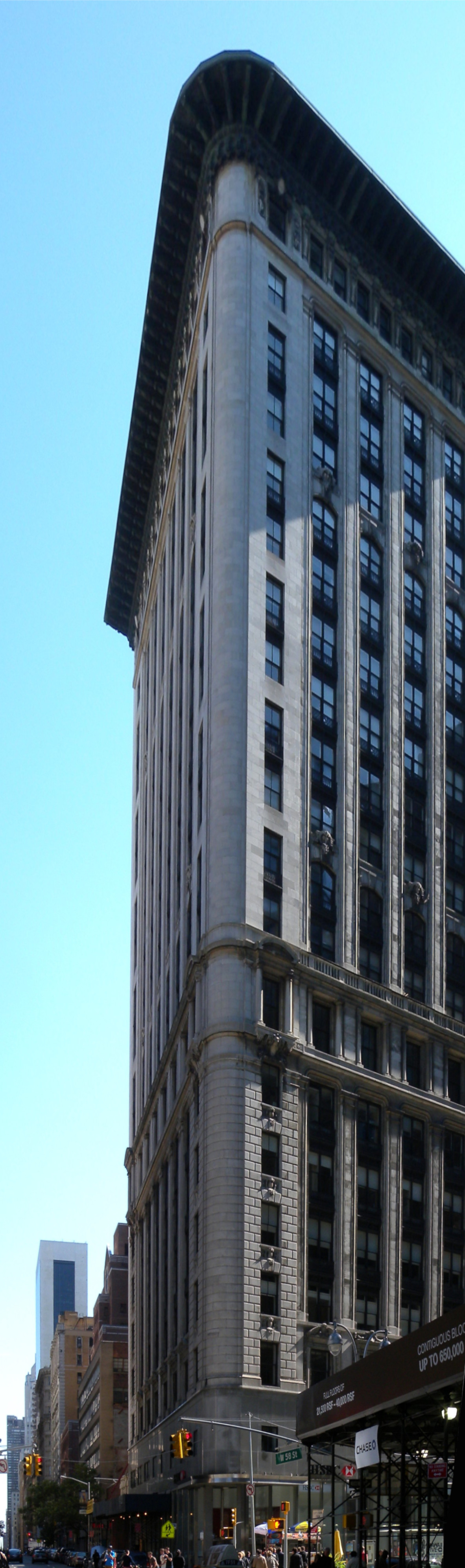
Edificio Middle 20th century, Broadway

### Inicios
En 1924, Richard Simon tuvo la idea de publicar un libro de crucigramas, por lo que se unió a Lincoln Schuster y entre ambos reunieron 8 mil dólares para iniciar una pequeña editorial. Para llamar la atención, el libro de crucigramas traía un lápiz de regalo. Inesperadamente este libro se volvió sumamente popular en 1924.

### Expansión
En 1939, con Robert Fair de Graff, Simon & Schuster fundó la subsidiaria Pocket Books, primera editorial en rústica de Estados Unidos. A lo largo de lo que restaba del siglo XX, la empresa se convirtió en una de las principales editoriales de Norteamérica.

### Actualidad
En octubre de 2014, Simon & Schuster firmó un acuerdo con Amazon.com para la distribución de e-books o libros electrónicos.

## Sellos editoriales
Tiene muchos, incluyendo Avid Reader Press

## Editores
- Jack Goodman[2]
- Justin Kaplan[2]
- Michael Korda[2]
- Robert Gottlieb[2]
- Peter Schwed[2]
- William Rossa Cole

## Autores famosos que han publicado en la editorial
| - Andrew Solomon - Anna Todd - Annie Proulx - Audrey Niffenegger - Becca Fitzpatrick - Bob Dylan - Bob Woodward - Brad Thor - Cassandra Clare - Cornelius Ryan - Dan Brown - David McCullough - Dick Cheney - Donald Trump - Doris Kearns Goodwin - Ernest Hemingway - F. Scott Fitzgerald - Frank McCourt - Gillian Anderson - Gilda Radner - Glenn Beck | - Harold Robbins - Hilary Duff - Hillary Clinton - Holly Black - Hunter S. Thompson - Jeannette Walls - Jimmy Carter - Jodi Picoult - John Irving - Ke$ha Sebert - Larry McMurtry - Lauren Weisberger - R. L. Stine - Sandra Brown - Sloan Wilson - Stephen King - Sylvia Nasar - Thomas Wolfe - Ursula K. Le Guin - Vince Flynn - Walter Isaacson |